# Благица Павловска
Благица Павловска (на македонска литературна норма: Благица Павловска) е попфолк певица от Северна Македония. Павловска е известна със соловите си изяви, но и с участието си в женския певчески квартет „Четирите грации“, в който взима участие заедно с Адрияна Алачки, Росана и Бади Бекир.

## Албуми
- Неможам да те заборавам (1993)
- Вљубена жена (1995)
- Скршено срце (1998)
- ... и цело Врање (Скопје) (1998)
- Спиј мирно моја плането (2000)
- Te сакам земјо црвена булко (2002)
- Казино (2002)
- Доктори 100 да ме лечат (2003)
- The best of Blagica Pavlovska (2004 двойно CD) – българско издание
- Благица Павловска (2005)